# وانگ زی آی ژوان
وانگ زی آی ژوان (انگلیسی: Wang Zixuan؛ زادهٔ ۱۲ نوامبر ۱۹۹۲) بازیگر اهل Chinese است. وی از سال ۲۰۱۵ میلادی تاکنون مشغول فعالیت بوده است.